# Хорватська повітряна легія
Хорватська повітряна легія (хорв. Hrvatska zrakoplovna legija) — підрозділ Військово-повітряних сил Домобранства Незалежної держави Хорватія в часи Другої світової війни. Брав участь у бойових діях на Східному фронті у складі Люфтваффе. До складу ХПЛ входили 4-та винищувальна та 5-та бомбардувальна авіаційні групи.

## Створення
Днем створення ХПЛ вважається 27 липня 1941 року. ХПЛ була сформована переважно з колишніх військовослужбовців ВПС Королівства Югославія, які брали участь у різних бойових діях на території Югославії. 15 липня 1941 року хорватських добровольців відрядили на навчання до Німеччини. Дехто з них мав досвід керування літаками Messerschmitt Me 109 та Dornier Do 17.

## Структура
Чисельність військовослужбовців ХПЛ досягала 360 осіб. У складі підрозділу було 2 авіагрупи, які своєю чергою складалися з двох ескадрилей кожна:
- 4-та винищувальна авіагрупа
  - 10-та винищувальна ескадрилья
  - 11-та винищувальна ескадрилья
- 5-та бомбардувальна авіагрупа
  - 12-та бомбардувальна ескадрилья
  - 13-та бомбардувальна ескадрилья

4-та винищувальна авіагрупа мала умовну назву 15(Kroat.)/JG52, входила до складу Jagdgeschwader 52. Командиром групи був Франьо Джал, 10-ю ескадрильєю командував майор Владимир Ференчина, 11-ю ескадрильєю — майор Златко Стипчич.
5-та бомбардувальна авіагрупа під назвою 15.(Kroat.)/KG53 входила до складу Kampfgeschwader 3. Командиром 12-ї бомбардувальної ескадрильї був майор Іван Пезель, 13-ї ескадрильї — майор Владимир Граовець.

## Участь у бойових діях
На Східному фронті хорватські пілоти з'явилися 6 жовтня 1941 року біля Полтави. 9 жовтня пілоти хорватської легії збили перший радянський літак І-16. До кінця листопада 1941 року ХПЛ дислокована у місті Таганрог. Бомбардувальна авіагрупа у цей час працювала над Вітебськом, Ленінградом, Москвою. 1 грудня 1941 року 4-та авіагрупа передислокувалася до Маріуполя, де хорватські пілоти супроводжували німецькі бомбардувальники під час бойових вильотів. До кінця січня 1942 року хорвати отримали 23 повітряні перемоги, крім інших збили 4 літаки МіГ-3.
У травні 1942 року 4-та авіагрупа перебазувалася у Крим, потім на лінію Артемівка-Костянтинівка. Хорватські винищувачі супроводжували німецькі бомбардувальники під час бомбардувань Севастополя, патрулювали повітряний простір над Азовським морем. 21 червня 1942 року льотчики групи здійснили 1000-й бойовий виліт. До кінця липня 1942 року хорвати збили 69 радянських літаків.
25 червня 1942 року бомбардувальник Мілівой Бороша викрав літак і разом із екіпажем здався радянським військам. У грудні 1942 5-ту авіагрупу повернули до Хорватії на боротьбу з партизанами.
У кінці 1943 року повернулася до Хорватії також і 4-та авіагрупа, яка надалі брала участь в боях проти ВПС Великої Британії та США.